# Dick Kaart

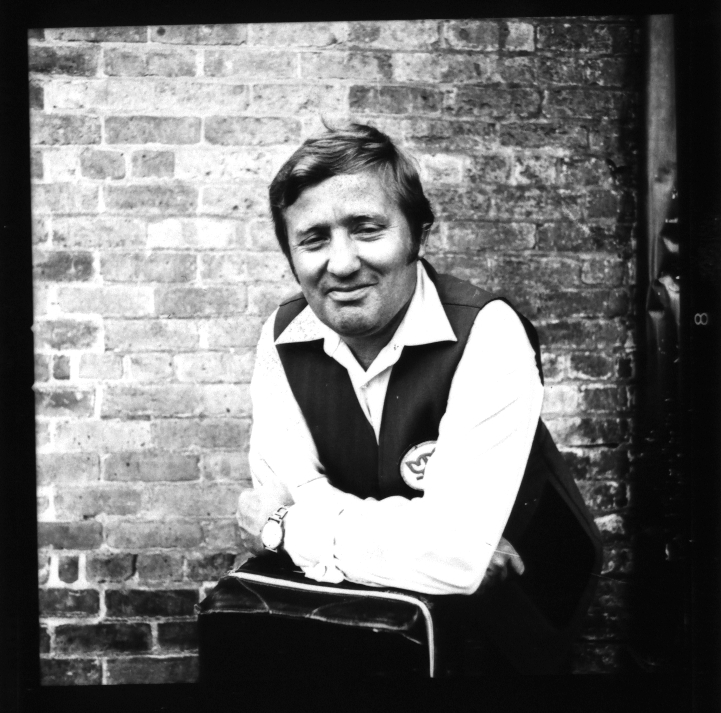
Dick Kaart (1976)

Dick Kaart (* 10. Juni 1930 in Haarlem; † 7. Februar 1985 ebendort) war ein niederländischer Jazzmusiker (Zugposaune).

## Leben und Wirken
Kaart erlernte Posaune, später auch Baritonhorn im Harmonieorchester der Druckerei Johan Enschede, wo sein Vater arbeitete und musizierte. In seiner Heimatstadt gehörte er dann zu den Dixieland Wanderers und musizierte mit Harry Verbeke, Cees Smal, Ruud Brink und Ray Kaart. 1953 wurde er (auf Vermittlung von Rinus van den Broek) Mitglied der niederländischen Fernsehband The Skymasters, bei der er bis 1959 als Berufsmusiker blieb. Im selben Jahr wechselte er in die Dutch Swing College Band, um den Platz von Wim Kolstee einzunehmen und international auf Tournee zu gehen und zahlreiche Alben aufzunehmen. Zwischen 1963 und 1966 sowie 1977 und 1981 spielte dort neben ihm als Trompeter sein Bruder Ray Kaart. Daneben war er auch an Produktionen des Metropole Orkest und Alben von Rita Reys, Pia Beck, Dim Kesber und Ramses Shaffy beteiligt.
Ab 1983 musste er aus gesundheitlichen Gründen mehrfach in der Dutch Swing College Band ersetzt werden. Kurz nach der Feier seines 25-jährigen Bandjubiläums dort wurde er ins Sint Elisabeth Gasthuis von Haarlem eingeliefert, wo er im Alter von 54 Jahren verstarb.